# Joop Wagener
Joseph Heinrich (Joop) Wagener (5 juni 1881 – Amsterdam, 30 november 1945) was een Nederlands hockeyer en sportbestuurder. Joop Wagener sr. was een bekende naam in de hockeywereld en wordt gezien als een van de pioneers van de hockeysport.
Wagener maakte het begin van de hockeysport mee in Nederland en was als hockeyer lid van de Amsterdam H&BC. Hij speelde al onofficiële Nederland vertegenwoordigende wedstrijden. Vanaf 1904 trad hij toe tot het bestuur van de Amsterdamsche H&BC. In 1936 was hij coach van het heren hockeyteam tijdens de Olympische Spelen in Berlijn. Hij zorgde met name als voorzitter van de Amsterdamsche Hockey & Bandy Club voor de verhuizing naar, de bouw en de financiering van een hockeystadion dat naar hem zou worden vernoemd. Hij bekleedde daarnaast ook verschillende functies bij de Nederlandse hockeybond. Hij overleed na een kort ziekbed en enkele weken daarvoor werd hij nog benoemd door Amsterdam H&BC tot ere-voorzitter. 
Ernst van den Berg · 
Piet Gunning · 
Ru van der Haar · 
Inge Heijbroek · 
Tonny van Lierop · 
Henk de Looper · 
Jan de Looper · 
Aat de Roos · 
Hans Schnitger · 
René Sparenberg · 
Rein de Waal · 
Max Westerkamp · 
Coach: Joop Wagener